# Ірині Чараламбіду
Ірен Хараламбіду (грец. Ειρήνη Χαραλαμπίδου; (19 березня 1964 , Лімасол, Лімасол ) — кіпрська журналістка та політик. У 2011 році була обрана депутатом у виборчому окрузі Нікосії від AKEL, переобрана в 2016 році.

## Походження та навчання
Ірен Хараламбіду народилася в Лімассолі 19 березня 1964 року.
Вона вивчала психологію в Університеті Нікосії та журналістику в Середземноморському коледжі в Афінах.

## Кар'єра

### Журналістика
Ірині Чараламбіду працювала журналісткою в газеті «Ігри», в «Елефтеротипії», також співпрацювала з газетою «Кирика». Вона була директором зі зв'язків з громадськістю туристичної організації «Луї». Вона багато років працювала на Cyprus Broadcasting Corporation, де була ведучою одного з найпопулярніших шоу того часу «Pleasant Saturday Night». Також працювала на телеканалах «Логос» та «ANT1 Кіпр». Протягом 2005—2011 років Ірині була відповідальною за дослідження, журналістський супровід та презентацію політики телевізійного мовлення РІК «Ми це обговорюємо». Президент Республіки Кіпр Деметріс Христофіас провів свій перший президентський звіт на цьому шоу в грудні 2008 року.

### Політика
У 2011 році Ірині Чараламбіду обрали членом виборчого округу Нікосія від AKEL. Вона входить до складу парламентського комітету з питань інституцій, цінних паперів та адміністрування, постійного комітету Палати з розвитку та контролю державних витрат і парламентського комітету з питань охорони здоров'я. 22 травня 2016 року її переобрано знову в Нікосію від AKEL. Їй вдалося на цих національних виборах набрати найбільшу кількість голосів. У новому законодавчому органі вона обіймає посаду заступника голови Постійного комітету Палати представників з розвитку та контролю державних витрат, а також вона член комітетів установ, цінних паперів та управління, охорони здоров'я та захисту прав людини.

## Особисте життя
Ірині Чараламбіду одружена з Андросом Папапавлу. У шлюбі народилося двоє синів.